# Rundkirche Untersuhl

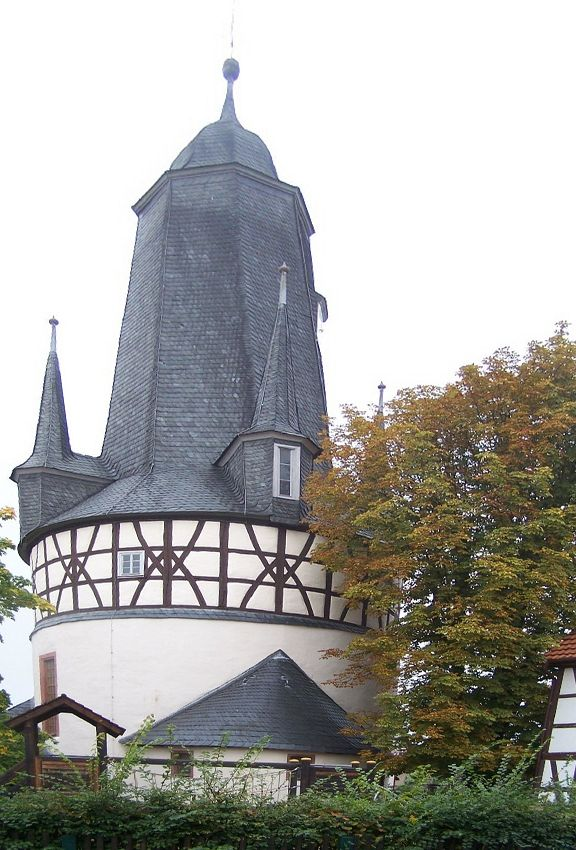
Ansicht von Osten

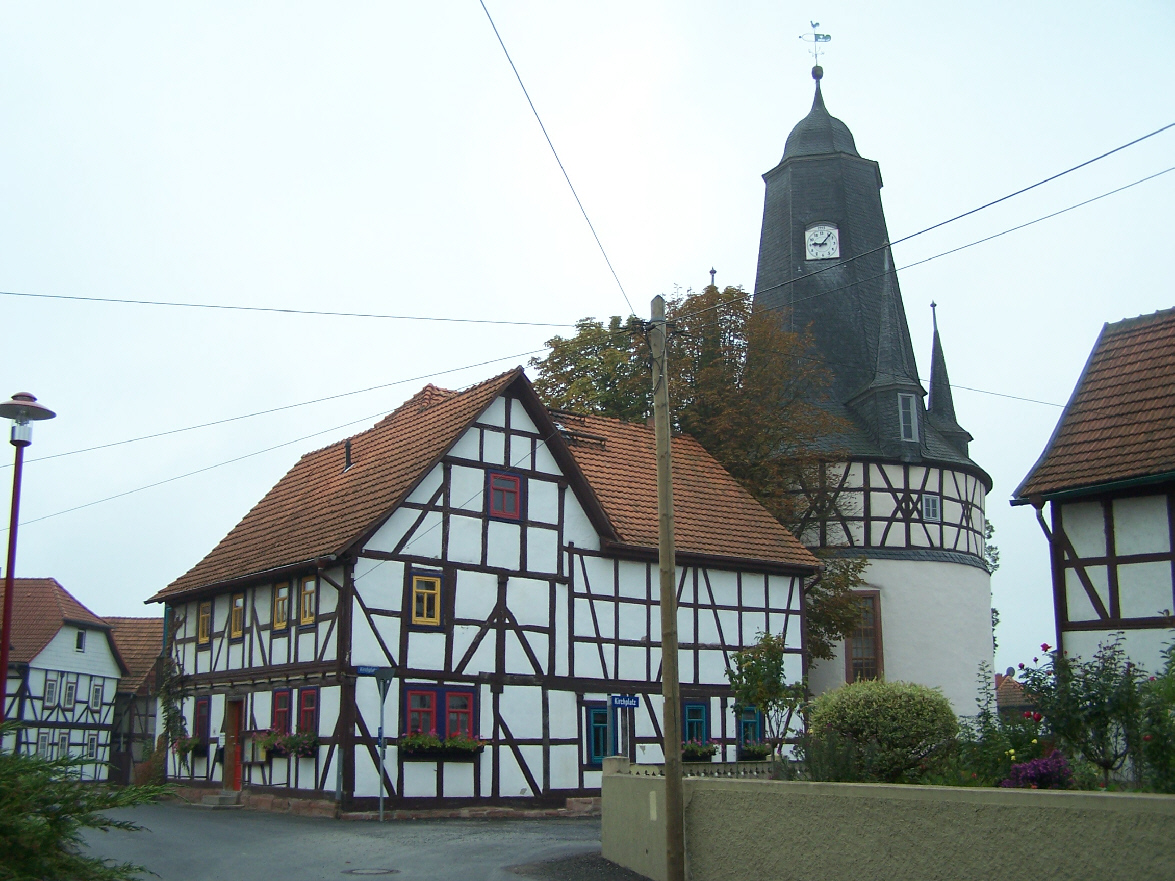
Gesamtansicht von Nordwesten mit vorgelagertem Wohnhaus

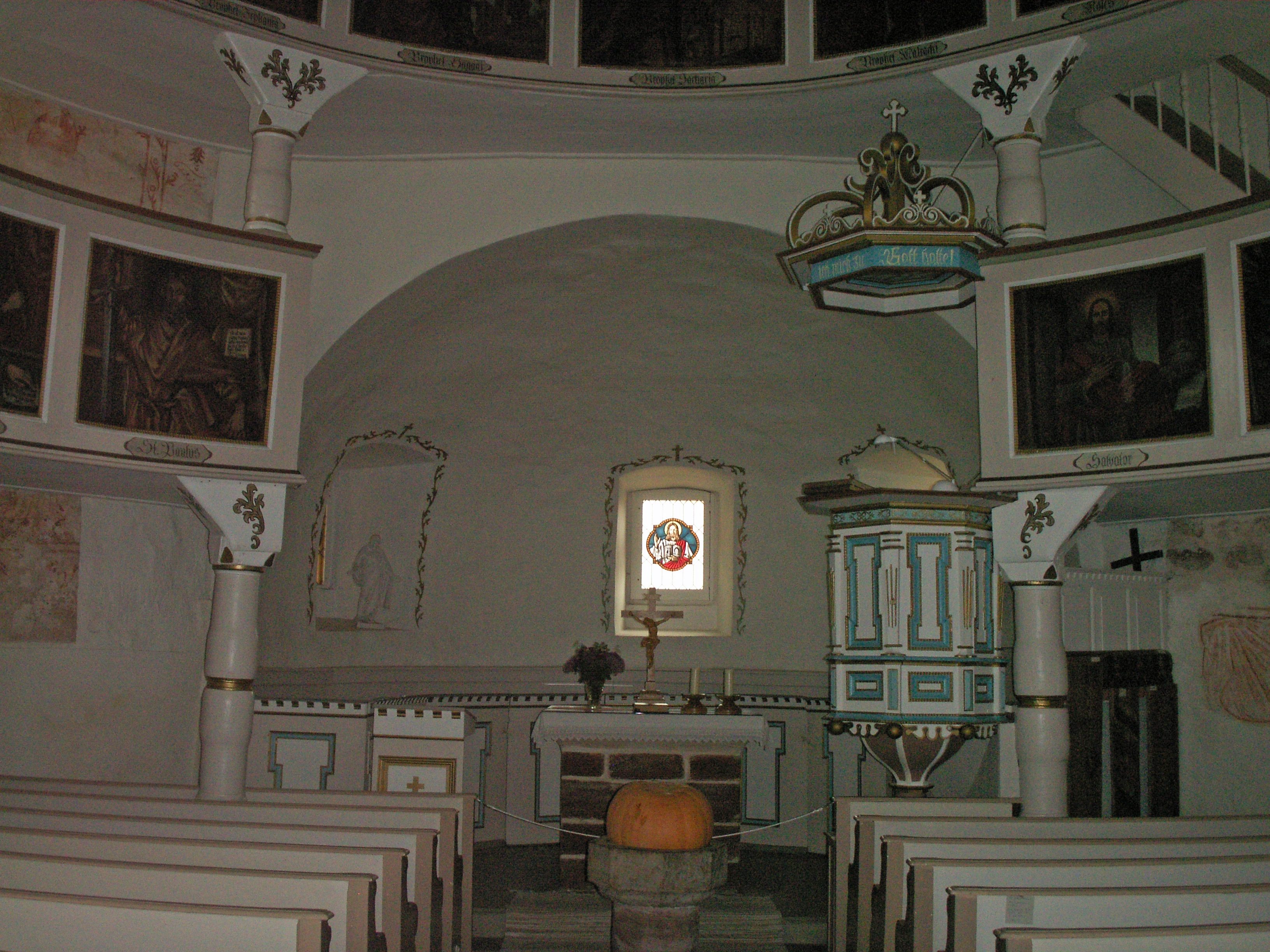
Rundkirche Untersuhl, Innenraum

Die Rundkirche Untersuhl ist wegen ihrer eigenartigen Bauweise eine der ungewöhnlichsten evangelisch-lutherischen Gemeindekirchen im Wartburgkreis in Thüringen. Sie befindet sich im Zentrum der denkmalgeschützten Ortslage, im Gerstunger Ortsteil Untersuhl.

## Baugeschichte
Am Rande der Talaue der Werra bei Untersuhl verlief bereits im 12. Jahrhundert ein wichtiger Seitenast der alten Heer- und Handelsstraße Via Regia. Zur Kontrolle dieser Straße soll hier zunächst ein Zollerhebungsstelle oder eine Warte vorhanden gewesen sein, aus der um 1580 die heutige Kirche durch Umbauten entstanden sein könnte. Der angrenzende Flurname Am Ritter und alte Überlieferungen stützen diese These.
Kirche und Turm wirken wie aus einem Guss – bei dem Kirchengebäude handelt es sich um eine sogenannte Zentralkirche, in der massiven, heute weiß verputzten Rundmauer des Unterbaus sitzt im Osten die Chornische im Dreiviertelkreisbogen. Aus leuchtend rotem Sandstein sind alle Werksteine an den Fenstern und Portalen gefertigt. Je zwei große rechteckige Fenster wurden im Westen und Osten in die Mauer eingebrochen und führen Tageslicht in das Innere. Auch der Hauptzugang erfolgt von Westen. Das Obergeschoss besteht aus Sichtfachwerk, welches bis 1954 vollkommen unter dem Putz verborgen war; darauf sitzt wiederum der mächtige achtseitige Turmhelm aus der Zeit um 1615. Vier seitlich angefügte, nur zur Dekoration dienende Turmspitzen schmücken diesen 1688 neu verschieferten Turmhelm. Die Jahreszahl 1615 an einem vermauerten Fenster wird als Datum für eine Umbaumaßnahme gewertet. Der Zugang zu den Emporen erfolgt von Süden über eine doppelseitige hölzerne Außentreppe.
Im Inneren sind zwei barocke Emporen eingebaut, die Fresken stammen von dem einheimischen Kirchenmaler Johann Caspar Wahnes, er lebte im 18. Jahrhundert im Nachbarort Berka/Werra und arbeitete nachweislich auch an der St. Hubertus-Kirche in Marksuhl und der Dicel-Kirche in Seebach. Das Bildprogramm zeigt bei der unteren Empore die Apostel, an der oberen Empore wurden die Propheten dargestellt.
Bemerkenswert ist die Tatsache, dass Wahns bei der Darstellung dieser Figuren die seinerzeit in Untersuhl lebenden Personen zum Modell nahm. Das einst vorhandene Himmelsgewölbe war mit Engeln und Sternen geschmückt, es verschwand aber nach der Restaurierung von 1956.
Unmittelbar vor der Kirche befindet sich ein von einer niedrigen Mauer eingefasster ovaler Platz als Dorfanger. Der heutige Friedhof der Gemeinde Untersuhl liegt am östlichen Ortsrand.

## Ausstattung
Die Kirchenorgel wurde 1877 angeschafft und 1901 erweitert. Kanzel und Taufstein sowie Gestühl haben eine barocke Fassung. Ein Kronleuchter wurde 1956 entfernt.
Die bronzenen Kirchenglocken wurden im Ersten Weltkrieg abgenommen und 1921 durch minderwertige Stahlglocken ersetzt. 
Im Zuge der Renovierung 2013 am Turm wurden auch drei neue Bronze-Glocken in der Abtei Maria Laach gegossen.
- Große Glocke: Auferstehungsglocke | Aufschrift: DER HERR BEHÜTE DEINEN AUSGANG UND EINGANG VON NUN AN BIS IN EWIGKEIT! Psalm 121,8
- Mittlere Glocke: Gebetsglocke | Aufschrift: SEID FRÖHLICH IN DER HOFFNUNG, GEDULDIG IN TRÜBSAL; BEHARRLICH IM GEBET. Römer 12,12
- Kleine Glocke: Taufglocke | Aufschrift: WER DA GLAUBT UND GETAUFT WIRD, DER WIRD SELIG WERDEN. Markus 16,6

## Ansichten

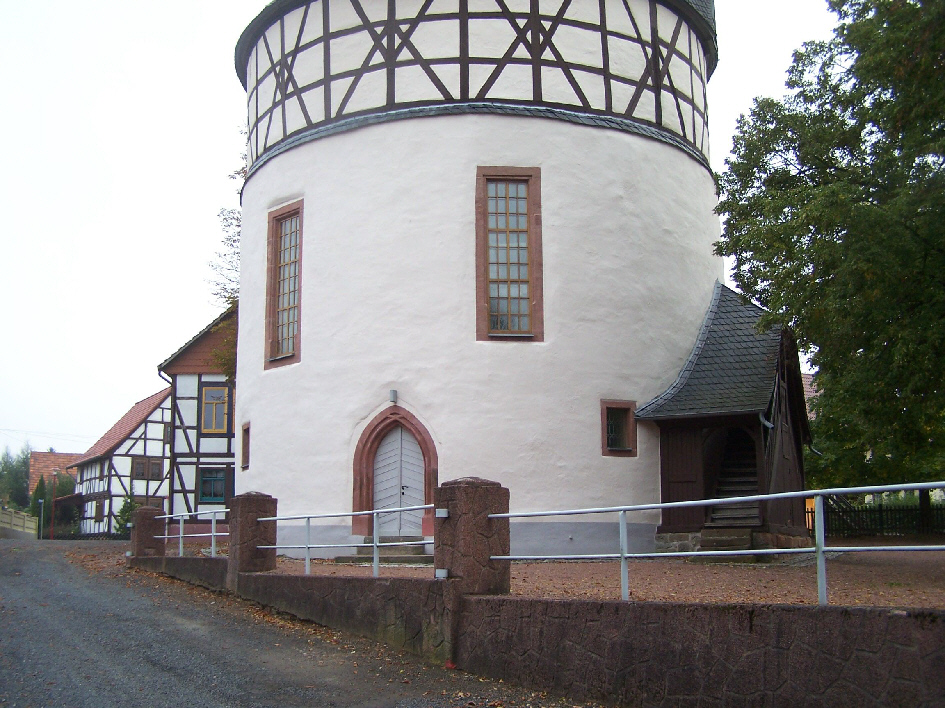
Untergeschoss
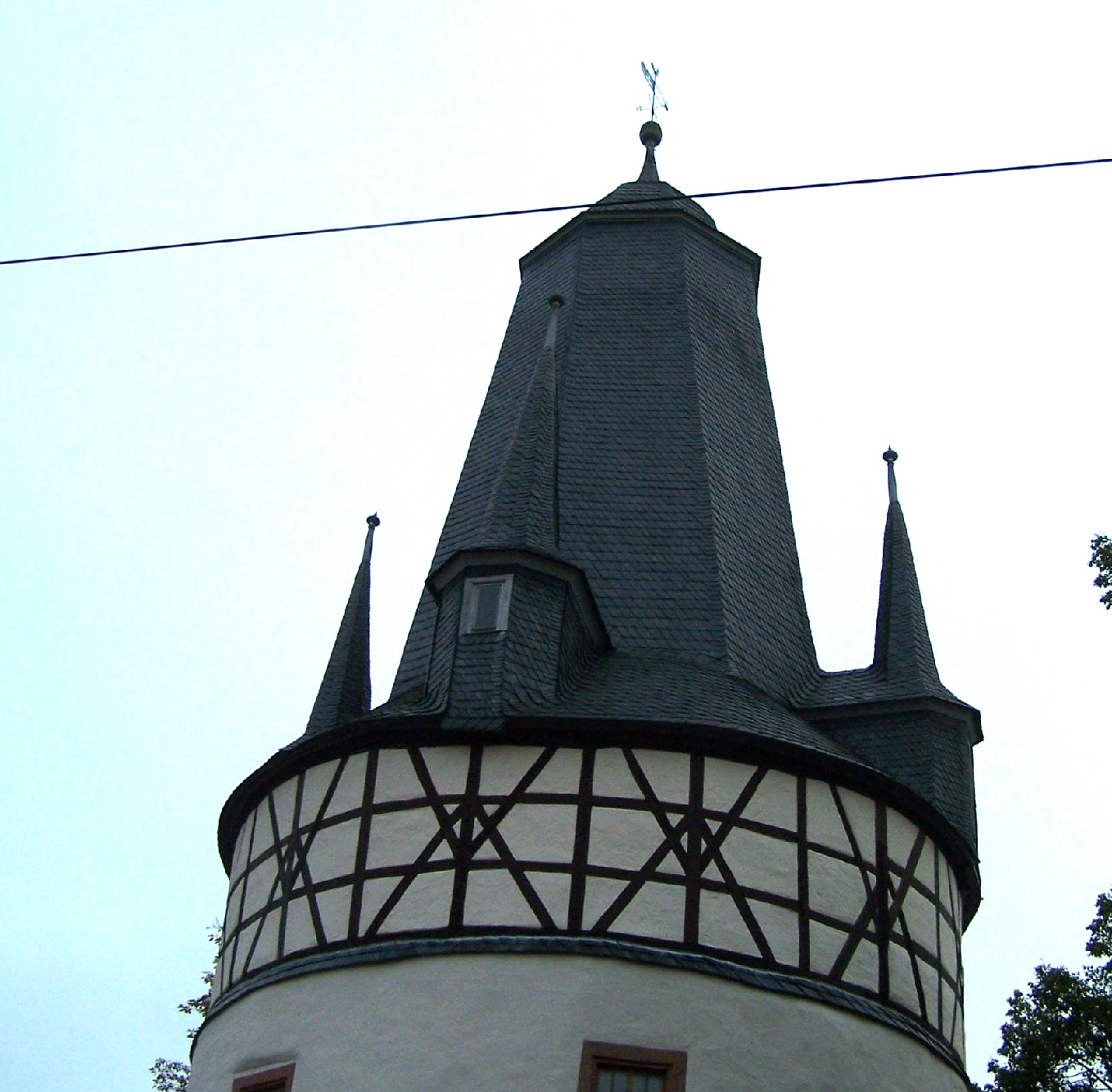
Turmhaube
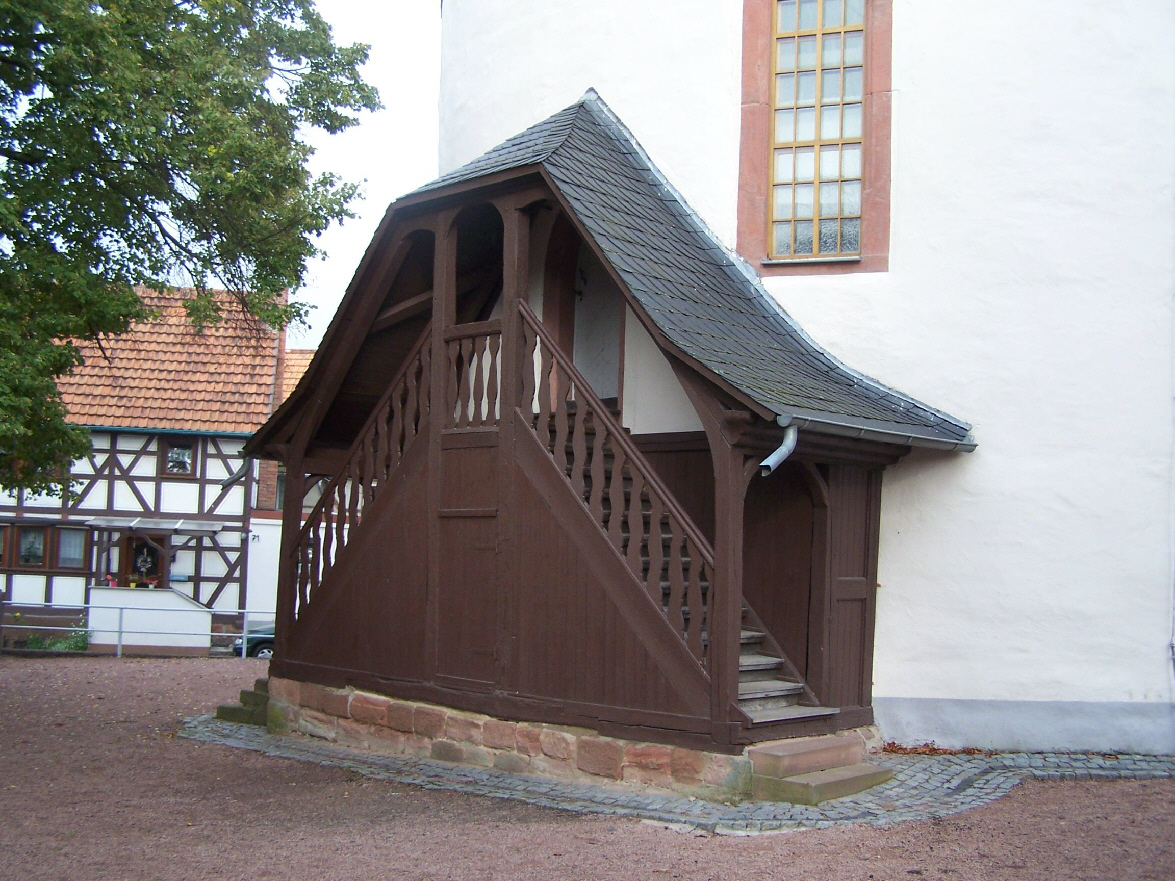
Außentreppe
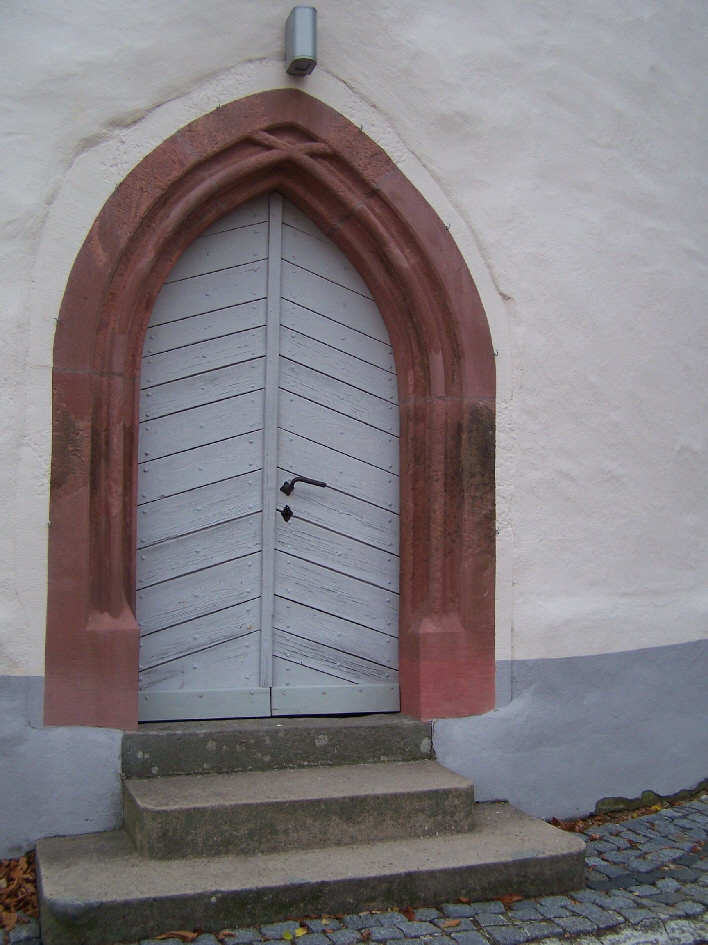
Portal